# Праткув
Праткув (пол. Pratków) — село в Польщі, у гміні Здунська Воля Здунськовольського повіту Лодзинського воєводства.
Населення — 328 осіб (2011).
У 1975-1998 роках село належало до Серадзького воєводства.

## Демографія
Демографічна структура станом на 31 березня 2011 року:
|          | Загалом | Допрацездатний вік | Працездатний вік | Постпрацездатний вік |
| -------- | ------- | ------------------ | ---------------- | -------------------- |
| Чоловіки | 171     | 48                 | 107              | 16                   |
| Жінки    | 157     | 35                 | 89               | 33                   |
| Разом    | 328     | 83                 | 196              | 49                   |